# Esquirol sol de Gàmbia
L'esquirol sol de Gàmbia (Heliosciurus gambianus) és una espècie de rosegador de la família dels esciúrids. Viu a Angola, Benin, Burkina Faso, República Centreafricana, el Txad, República Democràtica del Congo, Costa d'Ivori, Eritrea, Etiòpia, Gàmbia, Ghana, Guinea, Guinea-Bissau, Kenya, Libèria, Nigèria, el Senegal, Sierra Leone, el Sudan, Tanzània, Togo, Uganda, i Zàmbia. El seu hàbitat natural és la sabana humida.